# Comtat (edat mitjana)
Un comtat era un territori governat per un comte a l'edat mitjana. Era la principal demarcació administrativa i de govern a l'Imperi Carolingi. Inicialment va rebre el nom de pagus o pau i de territorium. El comtat era dividit en vegueries comtals, que podien coincidir amb el terme d'un castell termenat o amb el d'una vall.
A la Gòtia, posteriorment Catalunya Vella, en l'època carolíngia es repartia entre els comtats de Rosselló, Conflent, Peralada, Empúries, Besalú, Girona, Osona, Manresa, Berga, Cerdanya, Urgell, Barcelona, Pallars i Ribagorça. A la baixa edat mitjana es crearen alguns nous comtats arran d'una concessió reial, com, per exemple, el de Cardona o el de Prades.